# Sannahed
Sannahed är en bebyggelse i Kumla kommun. Bebyggelsen utgjorde före 2015 en tätort och en separat småort för bebyggelsen i väster Sannahed (västra delen). År 2015 växte båda dessa delar samman med tätorten Hallsberg. 2023 utbröts dessa delar till en gemensam separat tätort.

## Historia
Sannahed var mötes- och lägerplats för Närkes regemente åren 1812–1892, för Livregementets grenadjärer åren 1892–1913 och för Livregementets husarer åren 1843–1905. Efter att de två livregementena lämnade Sannahed kvarlämnades ett 40-tal byggnader, vilka med tiden revs, såldes och flyttades. Närkes regemente och senare Livregementets grenadjärer var förlagda till hedens norra del, medan husarerna var förlagda till den södra delen. På hedens norra del återfinns de kvarvarande byggnaderna, bland annat grenadjärernas officersmäss. Bland flyttade byggnader återfinns bland annat en lägerhydda vid grenadjärernas kasernetablissement i Örebro. Sedan 1920 återfinns en minnessten på södra delen av heden och sedan 1921 även på norra delen av heden som erinrar om den forna mötes- och lägerplatsen.
På Sannahed hölls det på midsommardagen år 1881 de första organiserade friidrottstävlingarna i Sverige, under ledning av löjtnant Viktor Balck.
Vid Sannahed fanns förr en hållplats utmed statsbanan Hallsberg–Örebro, som numera är en del av godsstråket genom Bergslagen.

### Befolkningsutveckling
| Befolkningsutvecklingen i Sannahed 1960–2010 | Befolkningsutvecklingen i Sannahed 1960–2010 | Befolkningsutvecklingen i Sannahed 1960–2010 | Befolkningsutvecklingen i Sannahed 1960–2010 | Befolkningsutvecklingen i Sannahed 1960–2010 |
| -------------------------------------------- | -------------------------------------------- | -------------------------------------------- | -------------------------------------------- | -------------------------------------------- |
|                                              |                                              |                                              |                                              |                                              |
| År                                           |                                              |                                              | Folkmängd                                    | Areal (ha)                                   |
| 1960                                         | 1960                                         |                                              | 248                                          |                                              |
| 1965                                         | 1965                                         |                                              | 310                                          |                                              |
| 1970                                         | 1970                                         |                                              | 379                                          |                                              |
| 1975                                         | 1975                                         |                                              | 358                                          |                                              |
| 1980                                         | 1980                                         |                                              | 482                                          |                                              |
| 1990                                         | 1990                                         |                                              | 446                                          | 46                                           |
| 1995                                         | 1995                                         |                                              | 442                                          | 47                                           |
| 2000                                         | 2000                                         |                                              | 420                                          | 47                                           |
| 2005                                         | 2005                                         |                                              | 419                                          | 47                                           |
| 2010                                         | 2010                                         |                                              | 417                                          | 46                                           |
| Anm.: växte samman med Hallsberg 2015        |                                              |                                              |                                              |                                              |

## Galleri

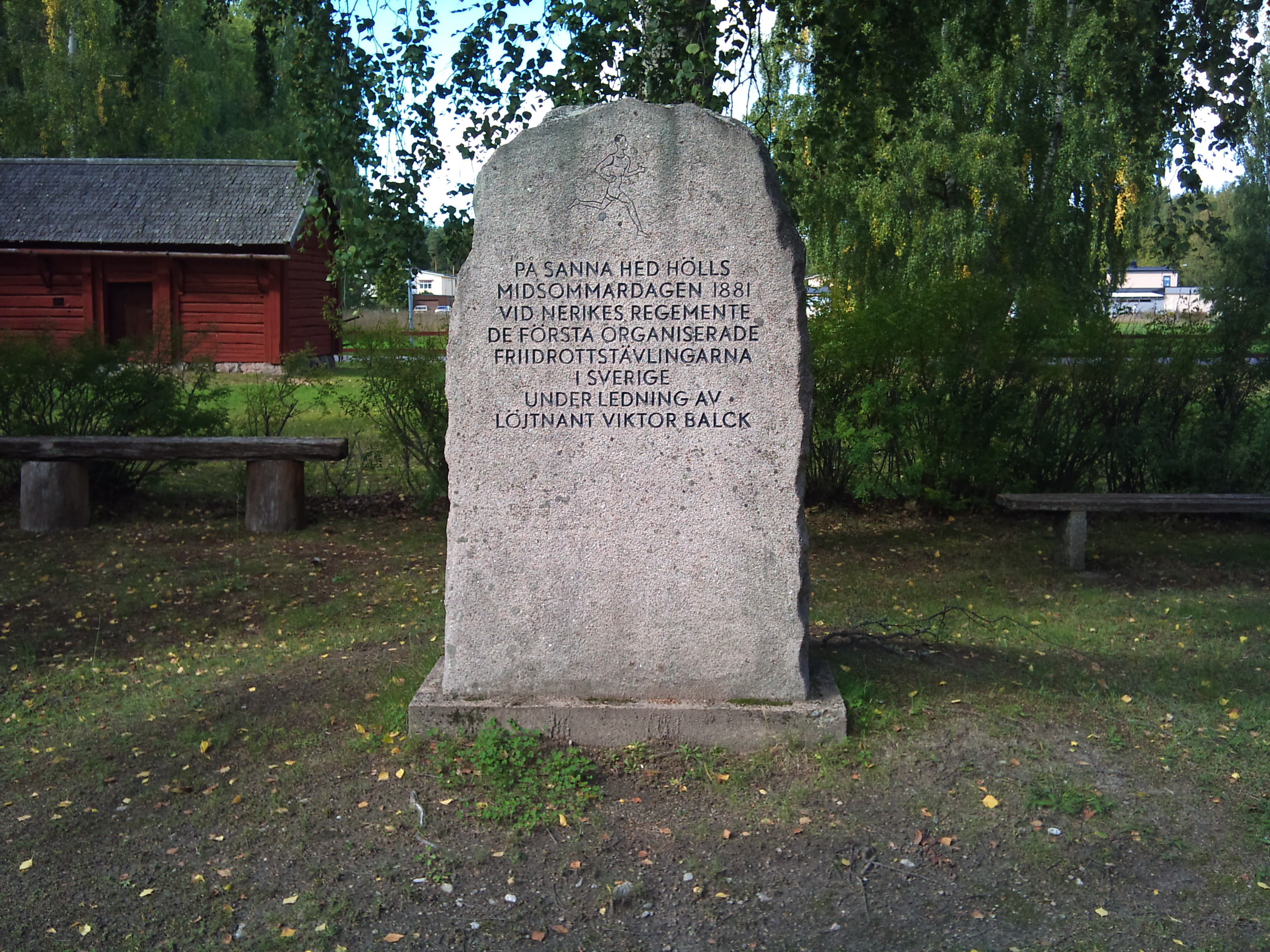
Minnessten över de första organiserade friidrottstävlingarna i Sverige år 1881.
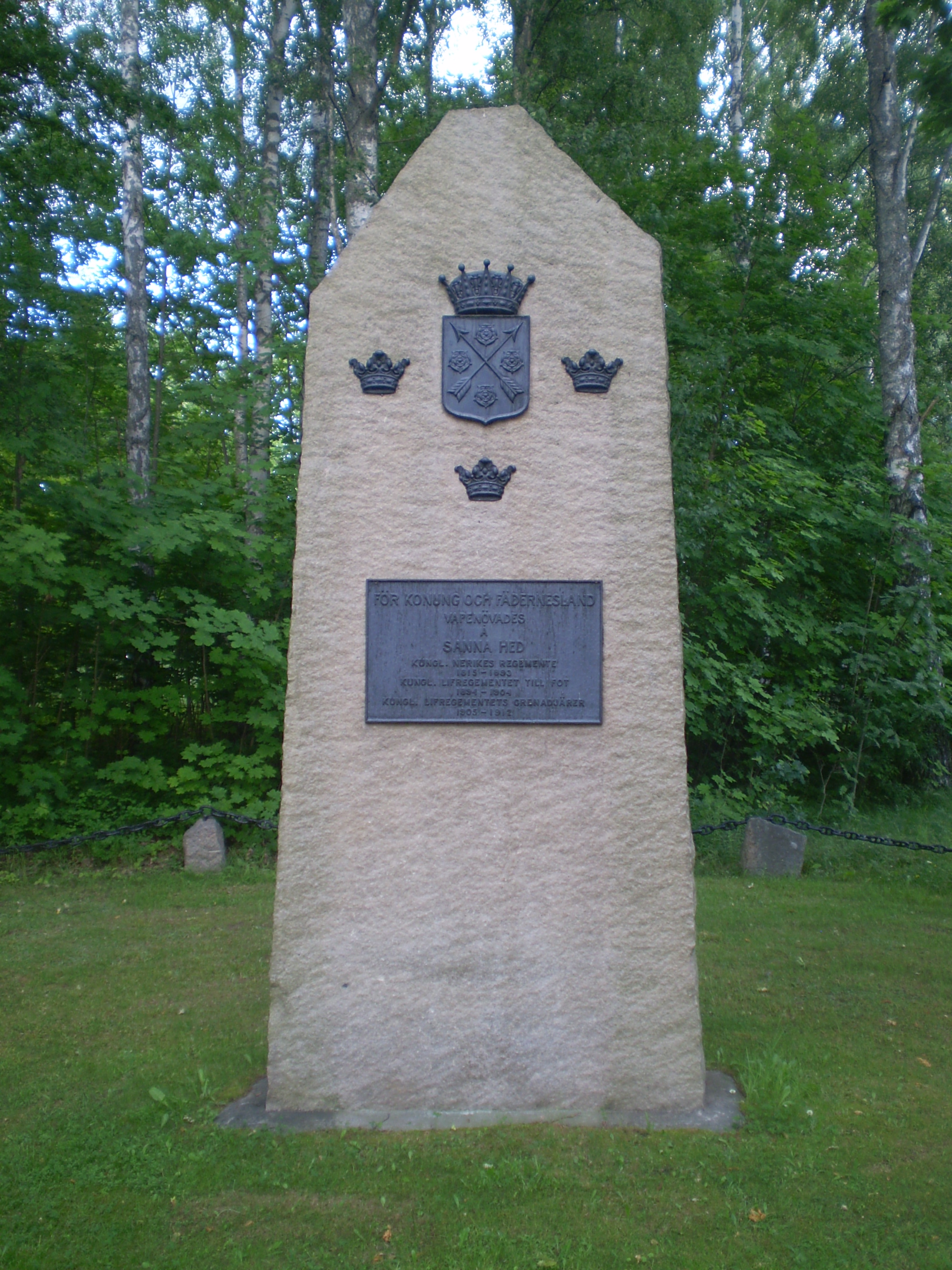
Minnessten över Närkes regemente och Livregementets grenadjärers tid vid Sannahed.
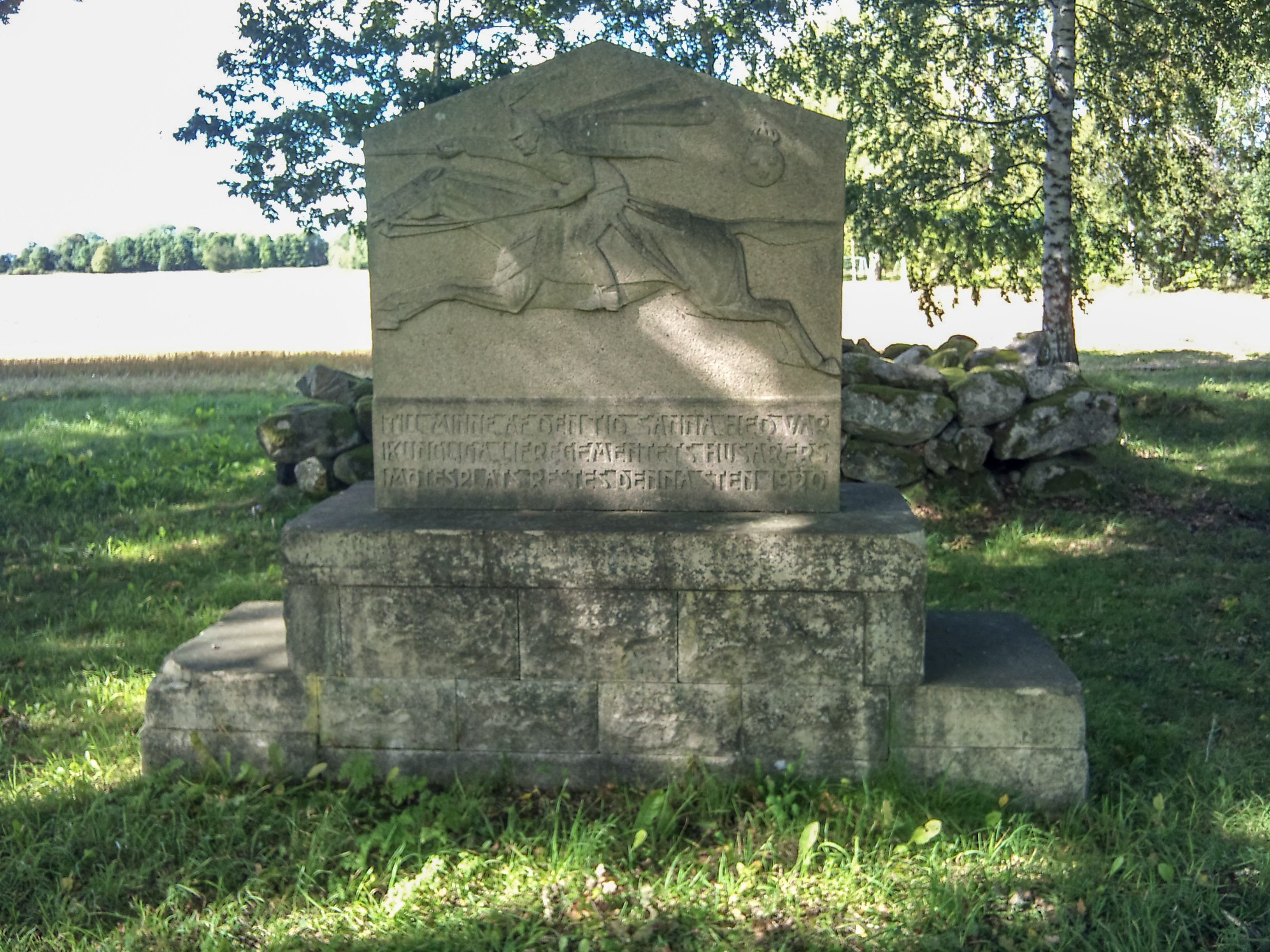
Minnessten vid den så kallade Husarkällan över Livregementets husarers tid vid Sannahed.
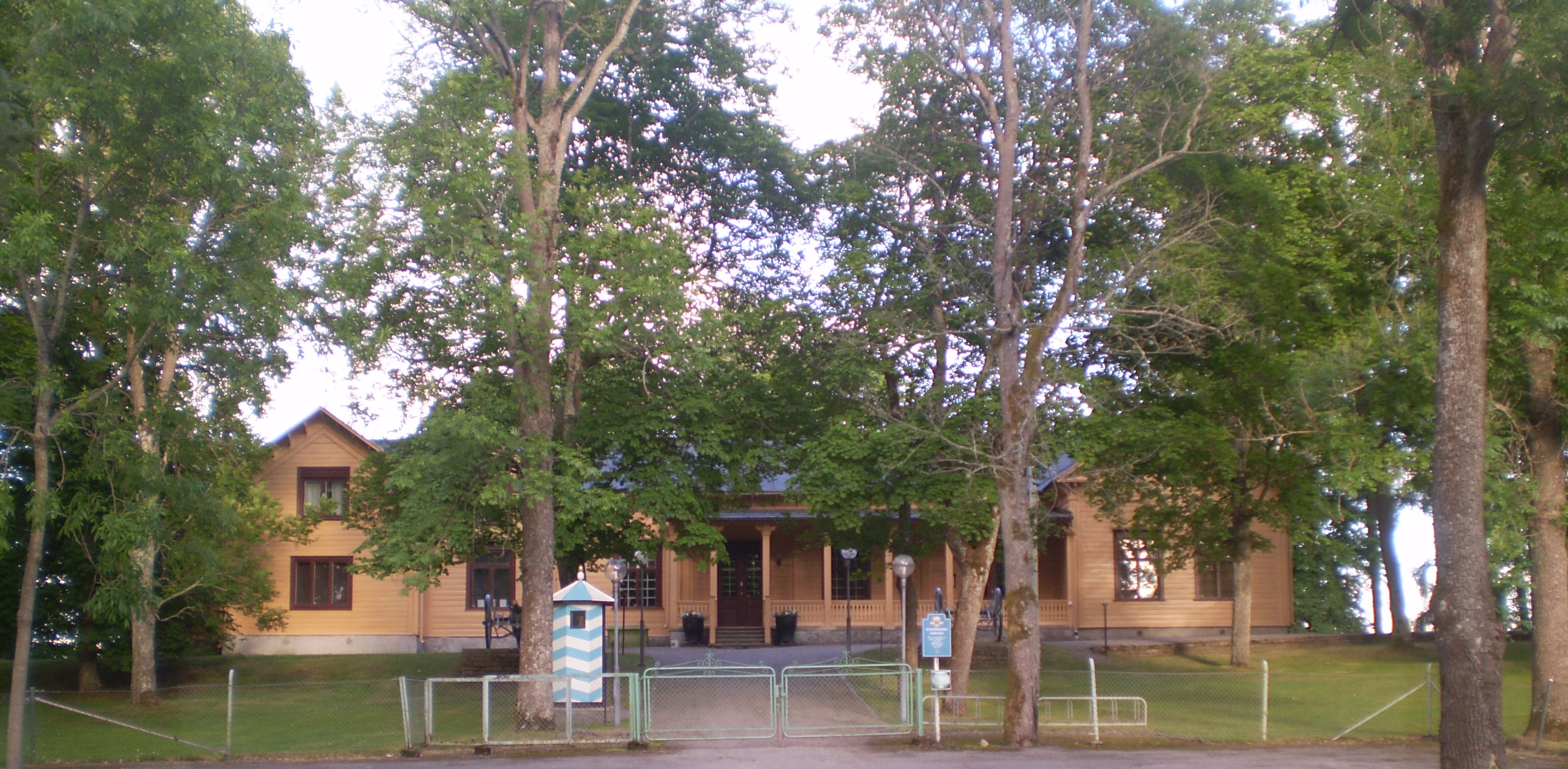
Grenadjärernas officersmäss vid Sannahed.
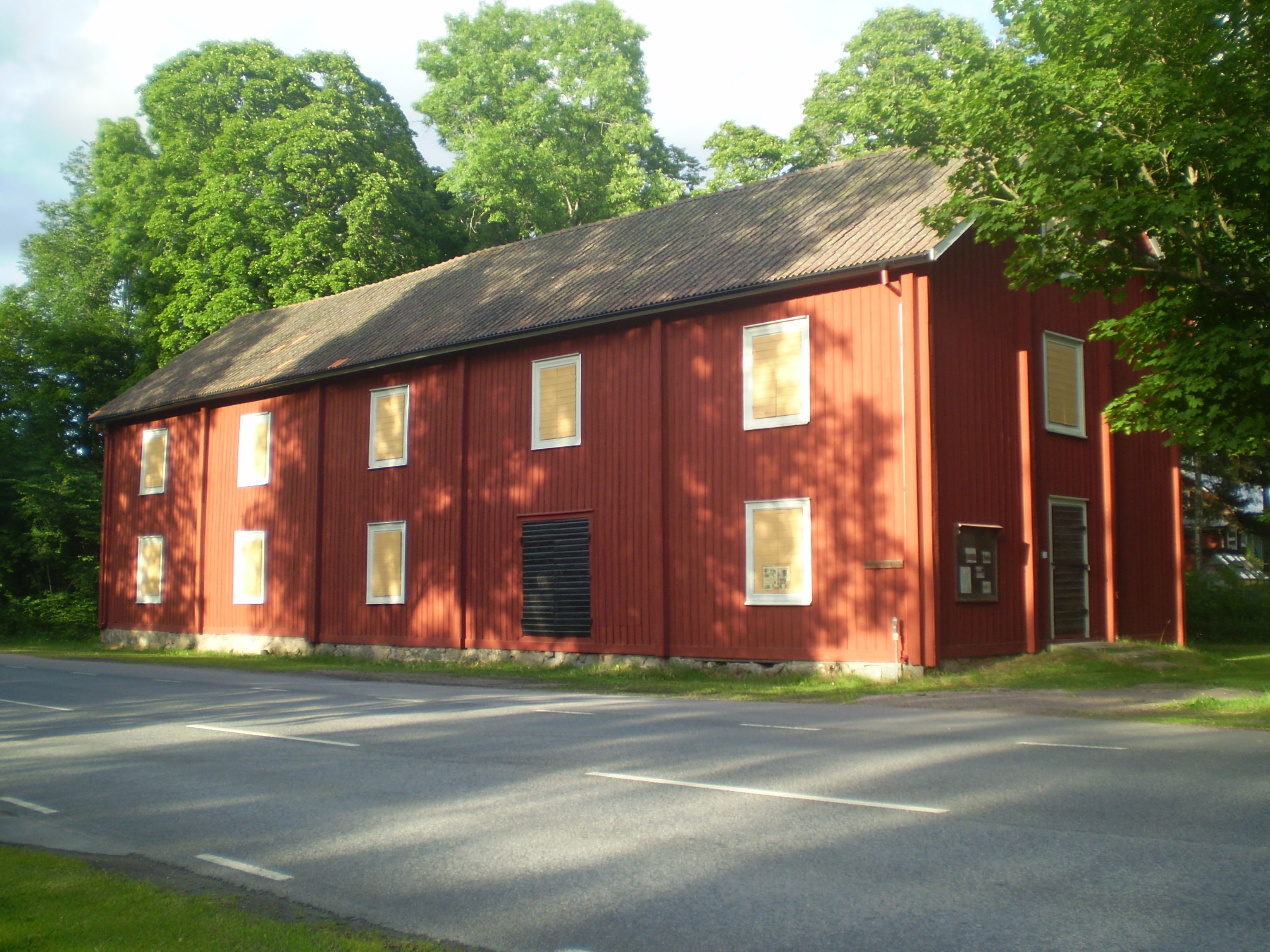
Före detta ammunitionsförråd.
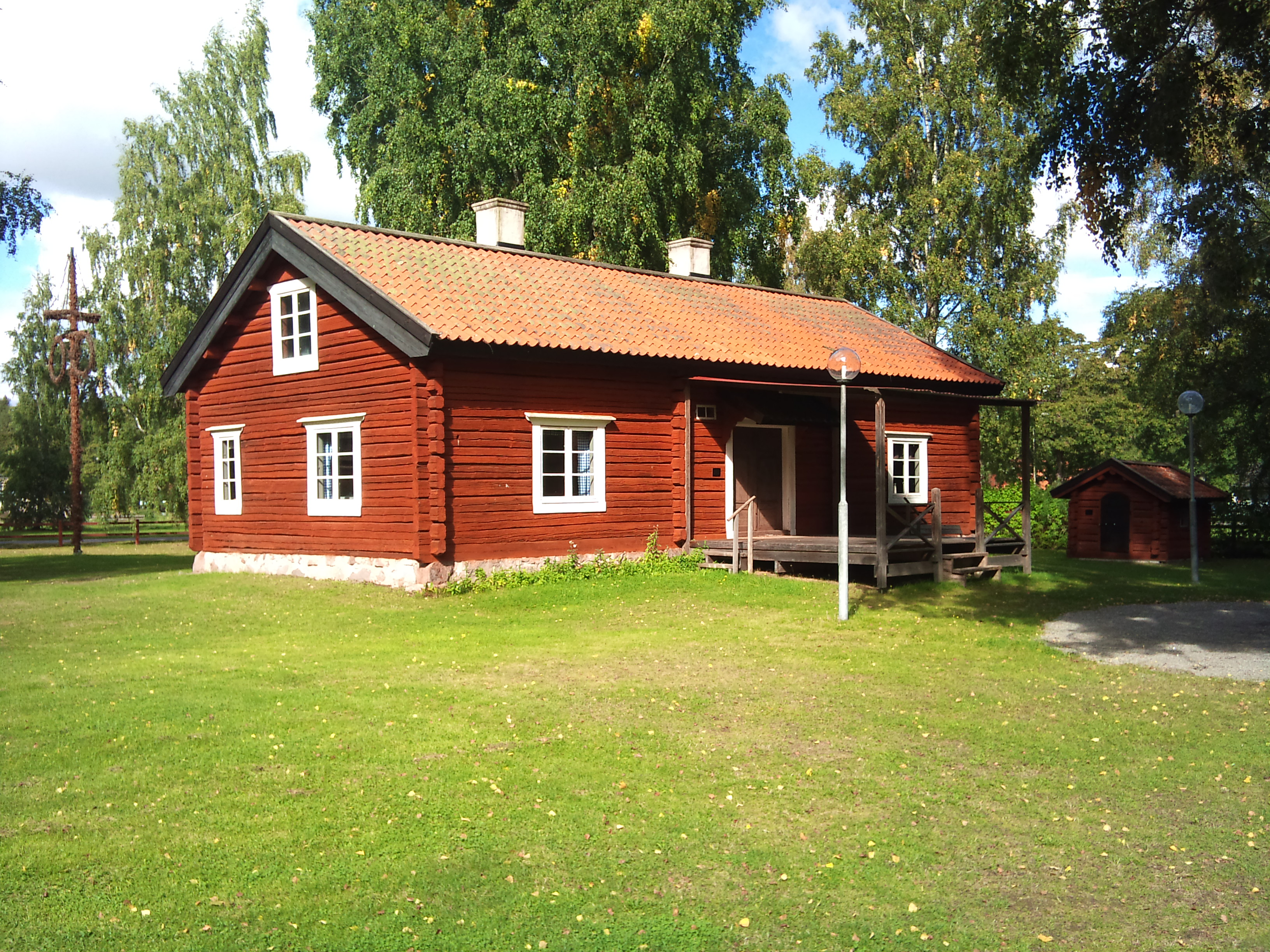
Pukestugan - officersbostad uppkallad efter fänrik Anders Puke.
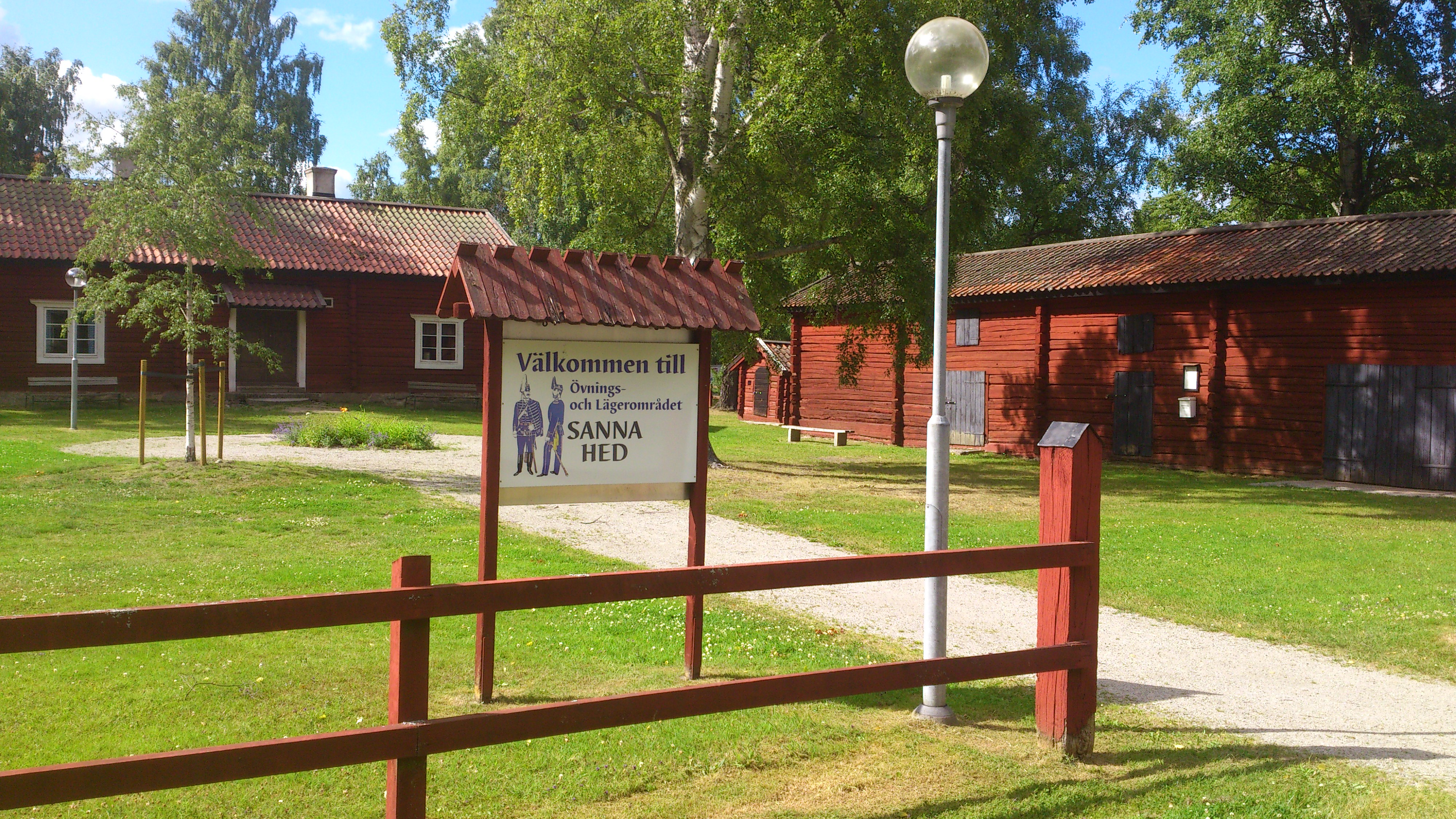
Vy över kvarvarande byggnader.
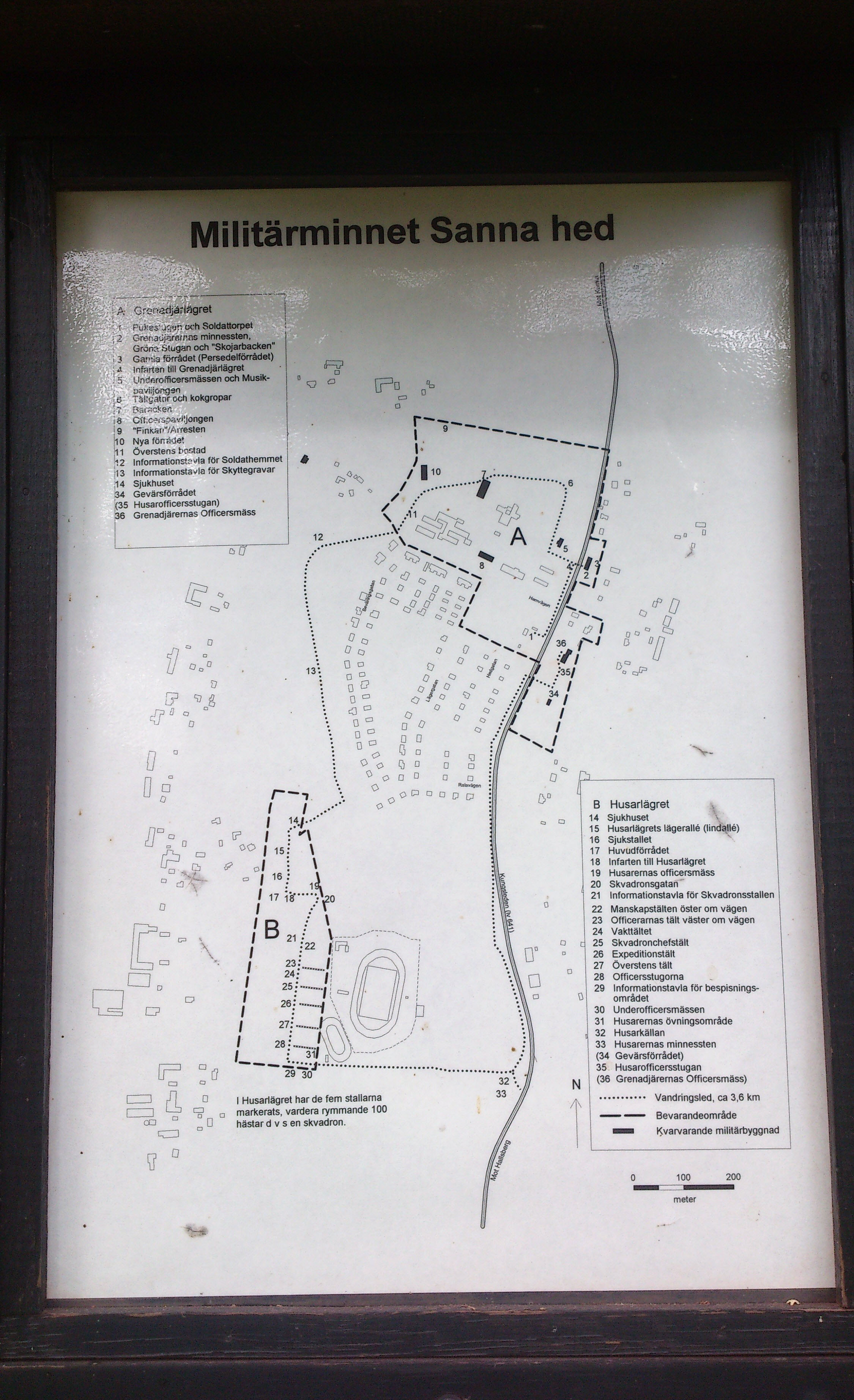
Karta över den forna mötesplatsen.